# Антигелій
Антигелій — антиречовина, аналогічна гелію, із заміною всіх елементарних частинок на античастинки. Іншими словами, атом антигелію містить у своєму ядрі два антипротони, його ядро має зарядове число {\displaystyle Z=-2}. Нейтральний атом антигелію повинен містити в собі також два позитрона, які складають оболонку атома, однак в експериментах для створення неіонізованого антиатома потрібно гальмування антиядра, яке утворюється у високоенергетичних ядерних реакціях, до низької кінетичної енергії і додавання до нього позитронів, що технічно дуже складно. Тож експериментально спостерігалися тільки повністю іонізовані атоми, тобто «голі» ядра антигелію.